# Thelotrema cinereovirens
Thelotrema cinereovirens är en lavart som beskrevs av Kremp. 1875. Thelotrema cinereovirens ingår i släktet Thelotrema och familjen Thelotremataceae.   Inga underarter finns listade i Catalogue of Life.